# جردن لارسن
جردن لارسن (انگلیسی: Jordan Larsson؛ زادهٔ ۲۰ ژوئن ۱۹۹۷) بازیکن فوتبال اهل سوئد است.
از باشگاه‌هایی که در آن بازی کرده‌است می‌توان به باشگاه فوتبال بارسلونا، باشگاه فوتبال هلسینگبورگس، باشگاه فوتبال ان‌ئی‌سی نایمخن، باشگاه فوتبال اسپارتاک مسکو، و باشگاه فوتبال نورشوپینگ اشاره کرد.
وی همچنین در تیم‌های ملی فوتبال زیر ۲۱ سال سوئد، و سوئد بازی کرده‌است.